# Boris Giuliano
Giorgio Boris Giuliano (Piazza Armerina (Enna), 22 de outubro de 1930 - Palermo, 21 de julho de 1979) foi um chefe de polícia de Palermo, Sicília. Ele era o chefe da Squadra Mobile de Palermo.
Giuliano esteve envolvido na investigação do assassinato do jornalista Mauro De Mauro.
Durante a década de 1970, investigava o tráfico de drogas por vários membros da máfia siciliana, incluindo o chefe Stefano Bontade, bem como uma série de assaltos à mão armada ligados ao chefe do Corso De Mille, Fillipo Marchese.
Giuliano descobriu cheques e outros documentos que indicavam que o banqueiro Michele Sindona, através do Banco do Vaticano havia feito reciclagem do produto da venda de heroína pela máfia de seu Banco Amincor na Suíça. Coordenou suas investigações com o advogado Giorgio Ambrosoli, nomeado como liquidatário dos bancos de Sindona. Ambrosoli foi assassinado em 11 de julho de 1979, em Milão.
Dez dias depois, em 21 de julho de 1979, Giuliano foi morto a tiros no Lux Bar enquanto aguardava um carro para levá-lo para o trabalho no início da manhã. Homens controlados pelo chefe da Corleonesi, Leoluca Bagarella, podem ter realizado o assassinato.